# Ortheziolacoccus demeteri
Ortheziolacoccus demeteri är en insektsart som först beskrevs av Ferenc Kozár och Konczné Benedicty 1999.  Ortheziolacoccus demeteri ingår i släktet Ortheziolacoccus och familjen vaxsköldlöss.
Artens utbredningsområde är Etiopien. Inga underarter finns listade i Catalogue of Life.